# 高杨店镇
高杨店镇，是中华人民共和国河南省驻马店市平舆县下辖的一个乡镇级行政单位。

## 行政区划
高杨店镇下辖以下地区：
高杨店社区、中高村、新张胡营村、四门代村、洼李村、三所楼村、王庄村、陶楼村、刘寨村、袁庄村、陈刘村、王阁村、金刘村、姚吕庄寨村和老庄村。